# Jovaras Mažeikiai
Denne side handler om klubben grundlagt i 1990. For klubben, der var kendt som FK Mažeikiai fra Mažeikiai, se FK Mažeikiai.
Futbolo Klubas Jovaras var en fodboldklub fra den litauiske by Mažeikiai.

## Historie
Klubben blev stiftet i 1990 og gik konkurs i 1992.

## Historiske slutplaceringer
Historiske slutplaceringer.
| Sæson   | Niveau | Liga          | Placering |
| ------- | ------ | ------------- | --------- |
| 1990    | 1.     | Baltijos lyga | 5.        |
| 1990    | 1.     | Afgørende løb | 5.—8.     |
| 1991    | 1.     | Lietuvos lyga | 12.       |
| 1991/92 | 1.     | Lietuvos lyga | 9.        |